# David J. Peterson
David Joshua Peterson (Long Beach, 20 de janeiro de 1981) é um escritor e criador de línguas artificiais. Estudante na Universidade da Califórnia em Berkeley entre 1999 e 2003, adquiriu o grau de B.A. em Inglês e linguística. Recebeu ainda o grau de M.A. em linguística na Universidade da Califórnia em San Diego (2003–06). De acordo com uma entrevista realizada para a publicação Conlangs Monthly, teve o seu primeiro contacto com línguas construídas ainda em Berkeley, depois de participar de uma aula de Esperanto em 2000. 
Peterson é conhecido por ter sido criador das línguas dothraki e valirianas para as séries da HBO Game of Thrones (desde 2009), das línguas Castithan e Irathient para a série Defiance do canal Syfy (desde 2011), tendo construído línguas desde 2000. Foi criador da língua usada por Dark Elves no filme Thor: The Dark World.  Em 2007, co-fundou a Language Creation Society, em conjunto com outros nove criadores de línguas, na qual foi presidente entre 2012 e 2014.
Para além de desenvolver duas línguas completas e outras duas básicas para Defiance, Peterson também desenvolveu um sistema numérico.

## Filmografia
| Ano       | Título               | Língua(s)                                   |
| --------- | -------------------- | ------------------------------------------- |
| 2011-2015 | Game of Thrones      | Dothraki, Valirianas                        |
| 2013-2015 | Defiance             | Castithan, Irathient, Indojisnen, Kinuk'aaz |
| 2013      | Thor: The Dark World | Shiväisith                                  |
| 2014      | Star-Crossed         | Sondiv                                      |
| 2014-2015 | Dominion             | Lishepus                                    |
| 2014-2015 | The 100              | Trigedasleng                                |
| 2015      | Penny Dreadful       | Verbis Diablo                               |